# 新川 (栃木県)
新川（しんかわ）は、栃木県宇都宮市および下野市を流れる利根川水系姿川支流の一級河川（一部は準用河川）である。

## 地理

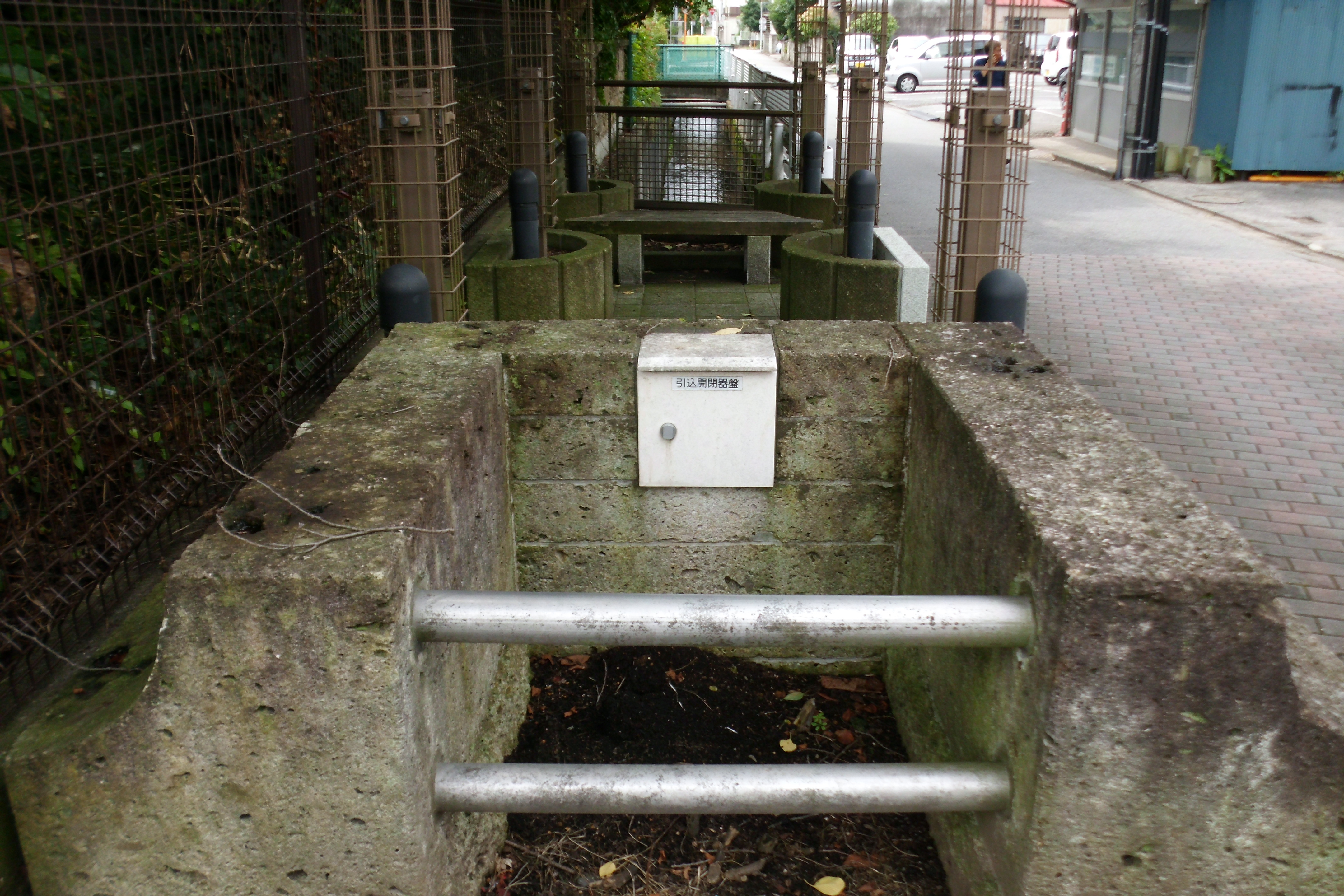
新川バス停付近、利水施設は地元産の大谷石

栃木県宇都宮市徳次郎町の田川から取水し、宇都宮市街西部を南へ流れ下野市下古山で姿川に合流する。下流部の約3kmは一級河川として、その上流の宇都宮市域では準用河川として管理されている。
元々は農業用水として開削された徳次郎用水、宝木用水を源流とした人工河川である。市街部の流路を中心に護岸のためのコンクリート化が進み、一部区間は暗渠化され、その上部に道路等が設置されている。宇都宮市西原から宇都宮市新町にかけての川沿いの桜並木（新川桜並木通り）は、市内有数の桜の名所としても知られている。
新川とJR宇都宮駅から西に伸びる大通りが交差する桜一丁目・桜二丁目付近には、関東自動車とJRバス関東の「新川」バス停がある。このバス停は両社の路線バスの多くが通過し、それらが作新学院小学部・中等部・作新学院高校や宇短大附属中・高、文星芸大附属中・高への通学路線であることに加え、交通機関での通学者も多い宇大附属小・中学校の最寄バス停であり、さらにはバス運賃の境界停留所でもあるため、「新川」は栃木県民にとってなじみ深い名称でもある。

## 流域の自治体
栃木県
宇都宮市、下野市

## 流路

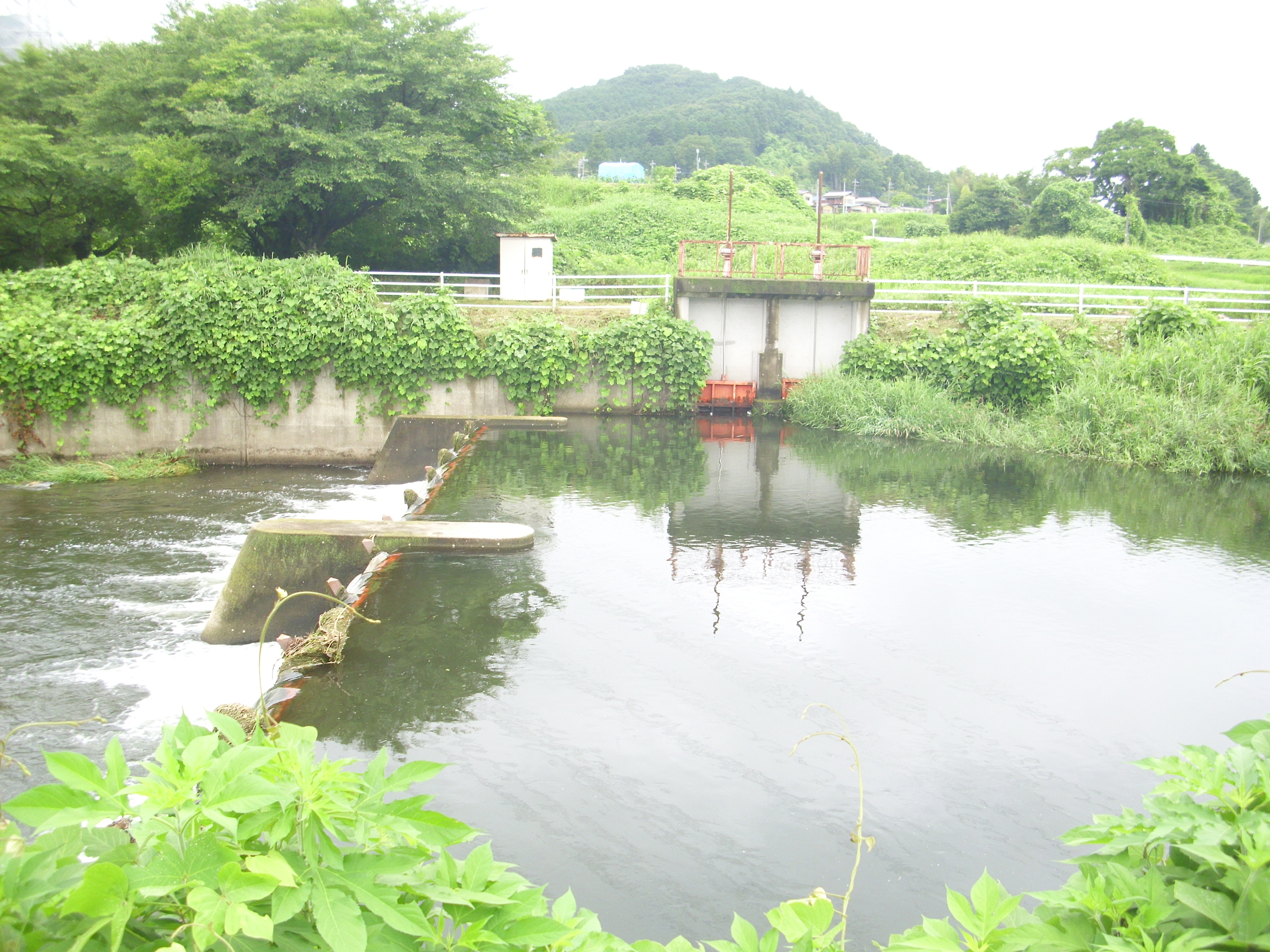
田川に設けられた堰と取水口

栃木県宇都宮市徳次郎町で田川から取水され、同市宝木本町、細谷町、宝木町、東宝木町、戸祭三丁目、戸祭一丁目、松原一丁目、桜二丁目、材木町、大寛一丁目、大寛二丁目、（東分流が分かれる）、六道町、滝谷町、明保野町、滝の原一丁目、滝の原二丁目、滝の原三丁目、大和三丁目、大和一丁目、大和二丁目、春日町、江曽島三丁目、江曽島四丁目、江曽島五丁目、（東分流と合流）、今宮一丁目、今宮二丁目、今宮四丁目、若松原一丁目、雀宮二丁目、五代二丁目、雀宮四丁目、雀宮六丁目、雀宮七丁目、南町、さつき二丁目、さつき三丁目、富士見町、針ヶ谷町、下野市上古山と流れ、同市下古山で姿川に合流する。上流部では宝木台地を流れ、また下流部の江曽島・若松原・針ヶ谷地区には上記以外の副水路もある。
六道より分かれる「東分流」は西原一丁目、西原二丁目、西原三丁目、新町一丁目、新町二丁目、日の出一丁目、不動前三丁目、宮原三丁目、陽南一丁目（SUBARU宇都宮製作所内を暗渠で流下）、陽南二丁目、西原町、江曽島町と流れて今宮一丁目付近で合流する。

## 歴史

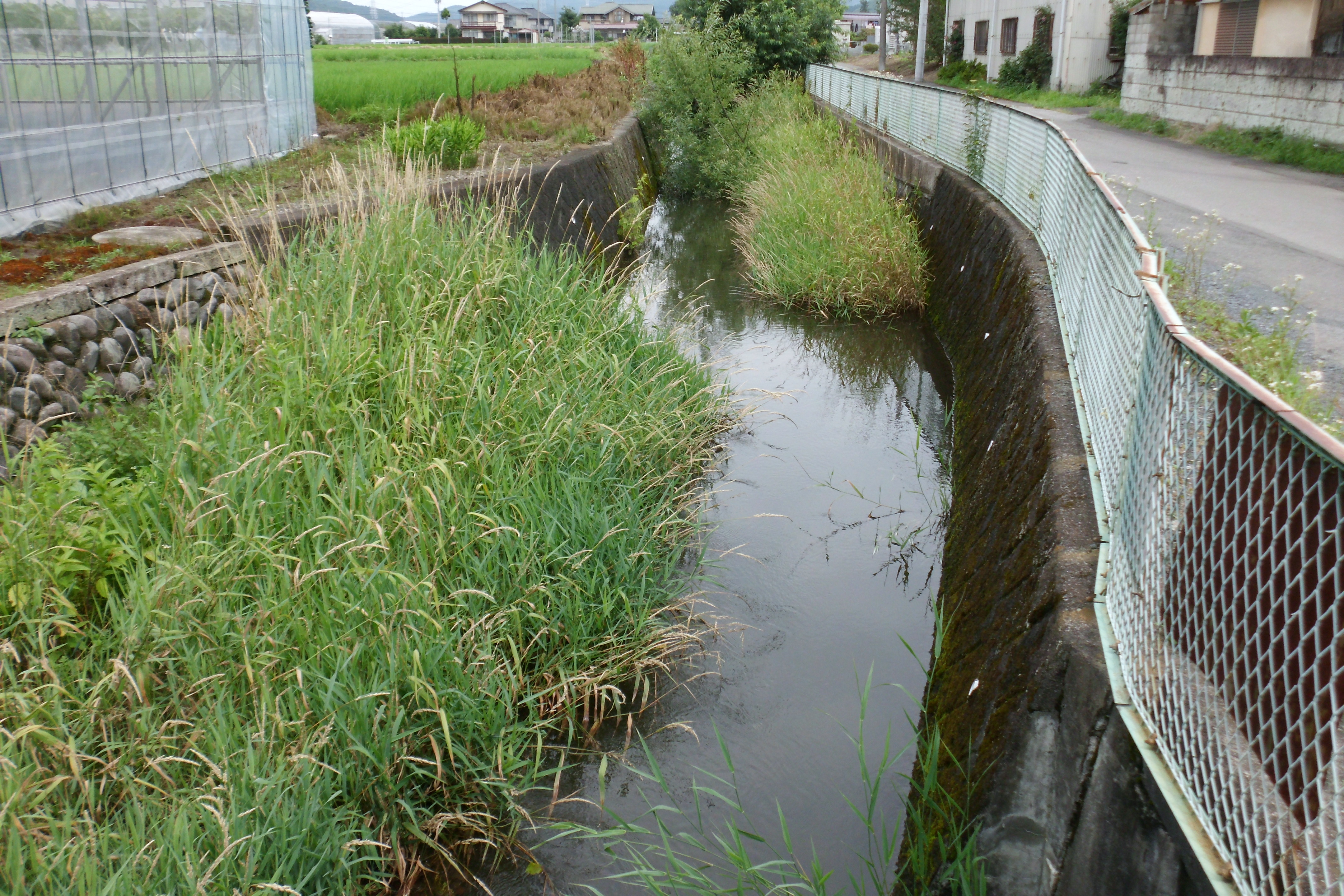
東北自動車道宇都宮IC付近を流れる徳次郎用水

### 宝木用水
1823年（文政6年）に宇都宮藩によって農業用水として開削が始められ、その後二宮尊徳、吉良八郎らの手を経て1859年に完成した。徳次郎および西原十ヶ新田（高谷林、藤岡、仁良塚、野沢、西岡、山崎、細谷、江黒、中丸）の田畑を潤し、中丸新田の溜池（現在の中丸公園）に水を流した。

### 江曽島用水
六道界隈に源を有する自然河川や河原毛沼の湧水量が乏しく、慢性的な水不足に苦慮していた江曽島地区の農民が宝木用水の延長を思案。
1885年（明治18年）、県の許可をとり、宝木用水を管理する10か村と交渉の結果、下流５か村の承認を得れば開削は可能と了承を得たが、新たな開削で十分な利水ができなくなるという不安から承認は難航し、仁良塚の山向こうの湧水をつなぎ水量の増大するならばと賛同を得られた。
1905年（明治38年）に工事開始。土地買収に364円、工事代が338円の計700円余が費やされた。江曽島村の人夫のほか宝木用水組合も協力を惜しまず、多くの方々の力添えで西岡から戸祭を通り滝の権現付近で自然河川に接続する水路と六道で分岐し河原毛沼に至る水路が開削された。
市内を通る新しい川ができたと市民は驚き、「新川」と呼ぶようになった。

## 新川桜並木

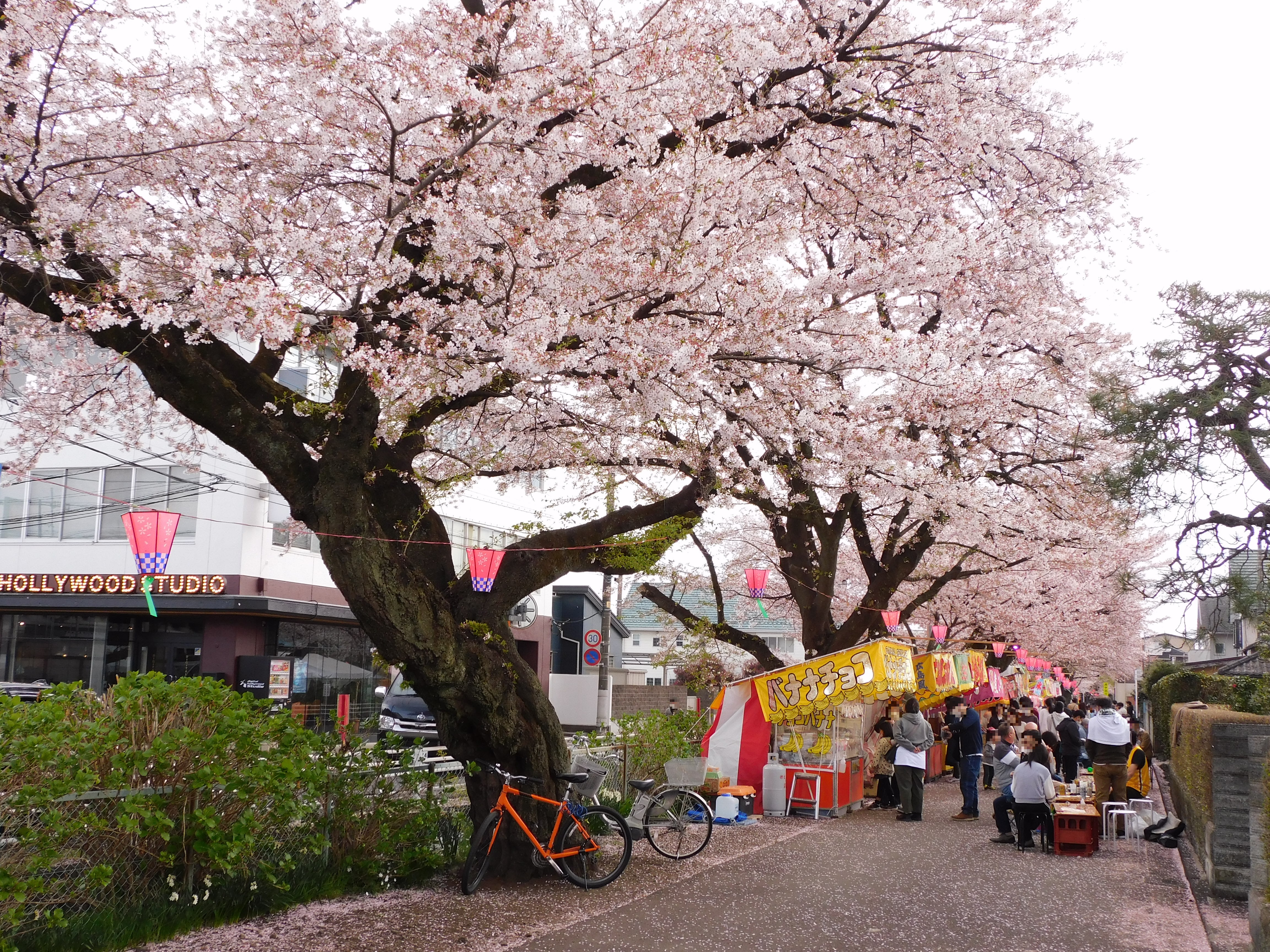
新川さくら祭り

新川桜並木は1933年（昭和8年）、六道から分岐した江曽島用水の東分流周辺で区画整理が行われた際に、東武鉄道から寄付された約200本の桜の木を植樹したのが始まりである。この桜並木は終戦後に軍国主義的であるとして伐採されてしまうが、地域の子供育成会らの努力により1953年（昭和28年）から1957年（昭和32年）にかけて約80本が再植樹された。これ以降、新川桜保存会を中心に草むしりや清掃などが続けられている。
4月の上旬から中旬にかけて、新川に沿って露店が並び、夜間にぼんぼりが灯される「新川さくら祭り」が開催される。そのうちの1日に付近の宇都宮市立西原小学校で地域住民によるステージイベントが催される。

## 橋梁
（田川分流点）
- 2954-1号橋
- 2954-2号橋
- 新堀橋（国道119号）
- 無名橋（国道293号）
- もぐら橋
- 2114-1号橋
- 2961-1号橋
- 2914-1号橋
- 幸徳橋
- 3081号橋
- 日光宇都宮道路
- 603-1号橋
- 鹿沼34（東北自動車道）
- 2965-1号橋
- 605-1号橋
- 鹿沼30（東北自動車道）
- 鹿沼29（東北自動車道）
- 577-1号橋
- 宝国橋
- 2792-1号橋
- 大堀橋（栃木県道22号大沢宇都宮線）
- 867-1号橋
- 2587-1号橋
- 865-3号橋
- 865-2号橋
- 865-1号橋
- 5543-1号橋
- 862-1号橋
- 堀内橋（栃木県道3号宇都宮亀和田栃木線）
- 863-1号橋
- 1732-1号橋
- 1378-1号橋
- 4591-1号橋
- 4593-1号橋
- 2407-1号橋
- 20-1号橋（護国通り）
- 東宝橋
- 2096-1号橋
- 858-1号橋
- 854-1号橋
- 853-1号橋

（この間暗渠）
- 名称不明
- 上新川橋（国道119号、桜通り）
- 269-1号橋
- 270-1号橋
- 258-2号橋
- 247-1号橋
- 282-1号橋
- 新川橋（国道119号、大通り）
- 165-1号橋
- 1140-1号橋
- 143-1号橋
- 2701-1号橋
- 操橋（宇都宮女子高校前）
- 181-1号橋
- 19-1号橋（昭和通り）
- 182-1号橋
- 名称不明（新川桜並木通りへと続く派川が分流）

（この間暗渠）
- 名称不明
- 18-1号橋（六道通り）
- 下陽西橋
- 権現橋
- 名称不明（平成通り）
- 15-1号橋（富士見通り）
- 30-1号橋（駅前通）
- 238-1号橋
- 日光線
- 名称不明
- 東武宇都宮線
- 嘶橋（通称：／明治期の名称）
- 995-1号橋
- 2311-1号橋
- 17-2号橋（陽南通）
- 125-1号橋（緑が丘通り）
- 3063-1号橋
- 1191-1号橋
- 1060-1号橋
- 1030号橋
- 陽光橋
- 475-2号橋
- 1903-1号橋
- 480-1号橋（江曽島本通り）
- 轟橋
- 新川橋（国道121号）
- 西田橋（若松原通り）
- 752-1号橋
- 東田橋（栃木県道184号安塚雀宮線）
- 2495-1号橋
- 2504-1号橋
- 778-1号橋
- 1988-1号橋
- 719-1号橋
- 2035-1号橋
- 針ヶ谷橋
- 神ノ内橋
- 明の内橋
- 大木橋
- 柳橋
- 北関東自動車道
- 平成橋（栃木県道71号羽生田上蒲生線）
- 真光田橋
- 角田橋
- 鶴巻橋